# 1014 (عدد)
1014 هو عدد صحيح، يلي العدد 1013 وويسبق العدد 1015.

## في الرياضيات

### خصائص
- عدد طبيعي.[3]
- عدد زوجي.[4][5]
- عدد موجب،[6] السالب منه هو -1014.[7]

## في التاريخ
- 1014 هـ هي سنة في التقويم الهجري.
- هي سنة 1014 م في التقويم الميلادي.

## وصلات خارجية
الأعداد الصاتمة، ديوان اللغة العربية.